# Женитба (филм)
„Женитба“ е български анимационен филм (късометражен) от 1985 година, по сценарий и режисура на Слав Бакалов и Румен Петков. Художници на постановката са Слав Бакалов и Румен Петков.

## Награди
- Златна палма за най-добър късометражен филм, Кан, 1985